# Chiropterotriton orculus
Espèce
Synonymes
- Spelerpes orculus Cope, 1865

Statut de conservation UICN

 VU B1ab(iii) : Vulnérable
Chiropterotriton orculus est une espèce d'urodèles de la famille des Plethodontidae.

## Répartition
Cette espèce est endémique du District fédéral au Mexique. Elle se rencontre à Pedregal de San Ángel au-dessus de 2 500 m d'altitude.

## Publication originale
- Cope, 1865 : Third contribution to the herpetology of tropical America. Proceedings of the Academy of Natural Sciences of Philadelphia, vol. 17, p. 185-198 (texte intégral).